# Arena das Dunas
La Arena das Dunas es un estadio multiusos localizado en la ciudad de Natal, capital del estado de Rio Grande do Norte, Brasil. Su construcción se inició 15 de agosto de 2011 y se terminó el  19 de enero de 2014, con el fin de acoger algunos partidos de la Copa Mundial de Fútbol de 2014 que se llevó a cabo en Brasil. Actualmente juega allí el club América de Natal.
El estadio fue diseñado por la empresa Populous. Se construyó a través de una Colaboración público privada en el lugar del anterior Estadio João Machado, que fue demolido junto al gimnasio anexo Humberto Nesi (Machadinho) y el kartódromo,  para dar paso a este complejo.
En el diseño original, el nuevo estadio tendría una capacidad para 45 000 personas. Alrededor de este estadio se construyó un Centro Comercial y edificios comerciales, hoteles de estándares internacionales, teatro de niños, un bosque, un lago artificial, además de la reconstrucción de los centros administrativos del gobierno y de las oficinas municipales.
El América de Natal juega de local en el estadio desde enero de 2014. El ABC también jugó allí en la temporada 2014. Por su parte, el club carioca Flamengo jugó allí un partido de local en el Brasileirão 2015 y uno en 2016.

## Partidos

### Copa Mundial de Fútbol de 2014
El estadio acogió cuatro partidos de la primera fase de la Copa Mundial de Fútbol de 2014:
| Fecha               | Equipo #1 | Resultado | Equipo #2      | Ronda                 | Espectadores |
| ------------------- | --------- | --------- | -------------- | --------------------- | ------------ |
| 13 de junio de 2014 | México    | 1–0       | Camerún        | Primera fase, Grupo A | 39 216       |
| 16 de junio de 2014 | Ghana     | 1–2       | Estados Unidos | Primera fase, Grupo G | 39 760       |
| 19 de junio de 2014 | Japón     | 0–0       | Grecia         | Primera fase, Grupo C | 39 485       |
| 24 de junio de 2014 | Italia    | 0–1       | Uruguay        | Primera fase, Grupo D | 39 706       |

Mayores públicos

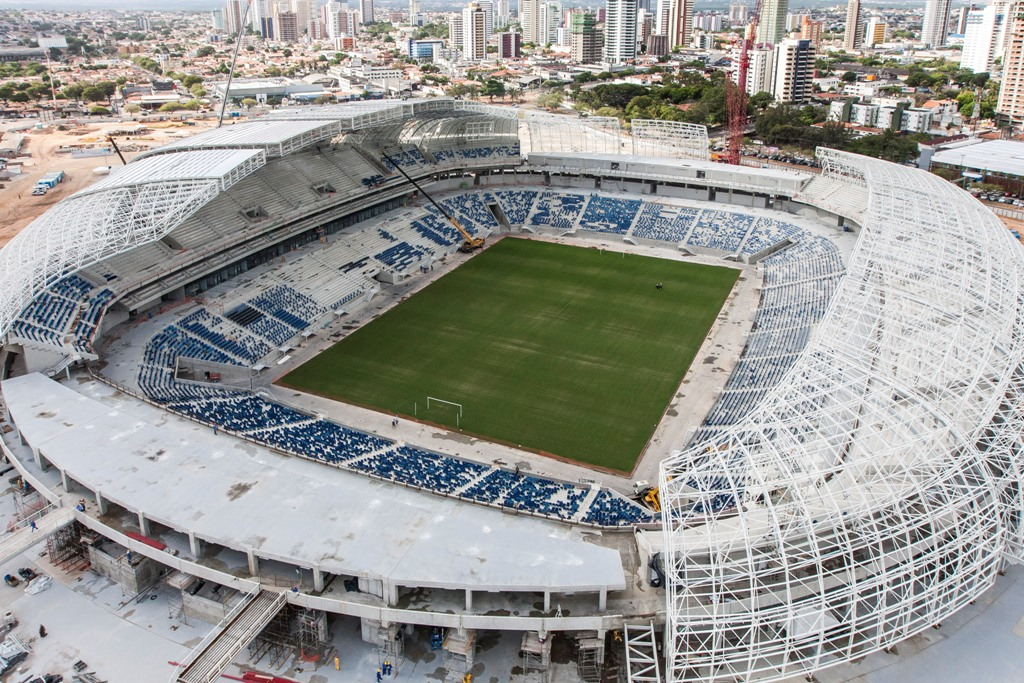
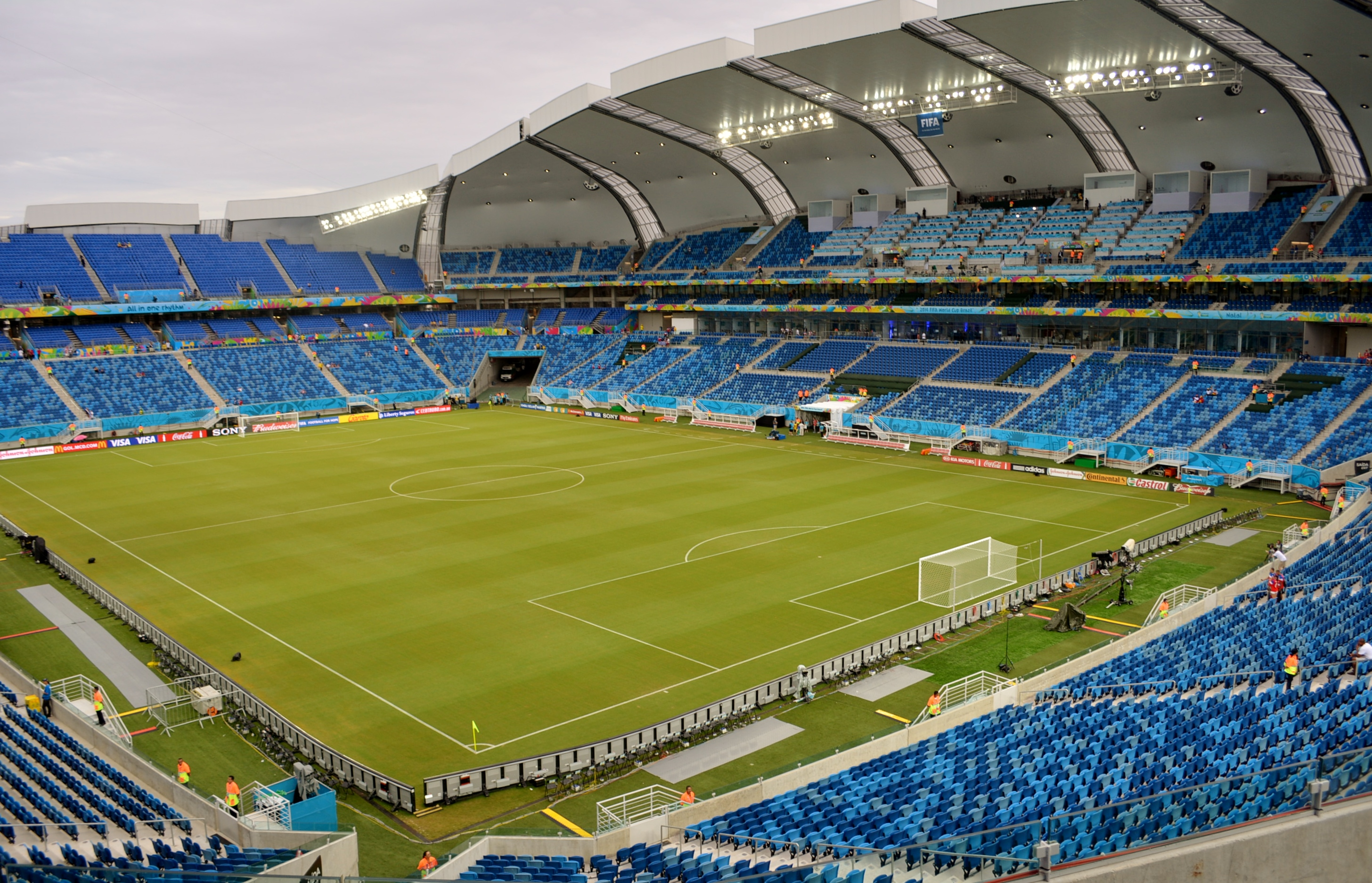
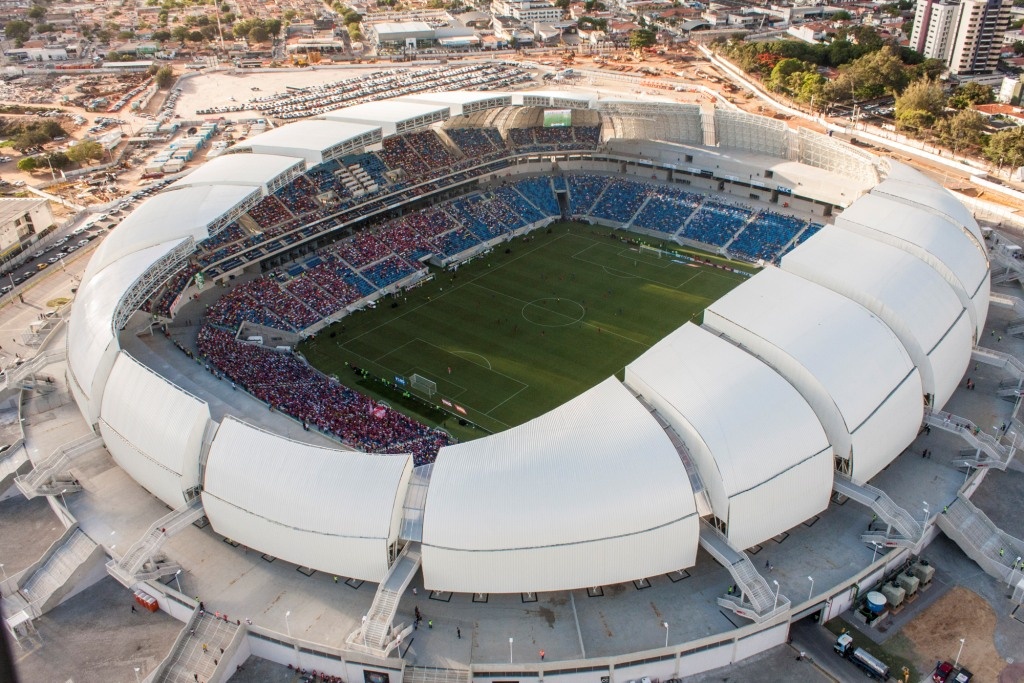
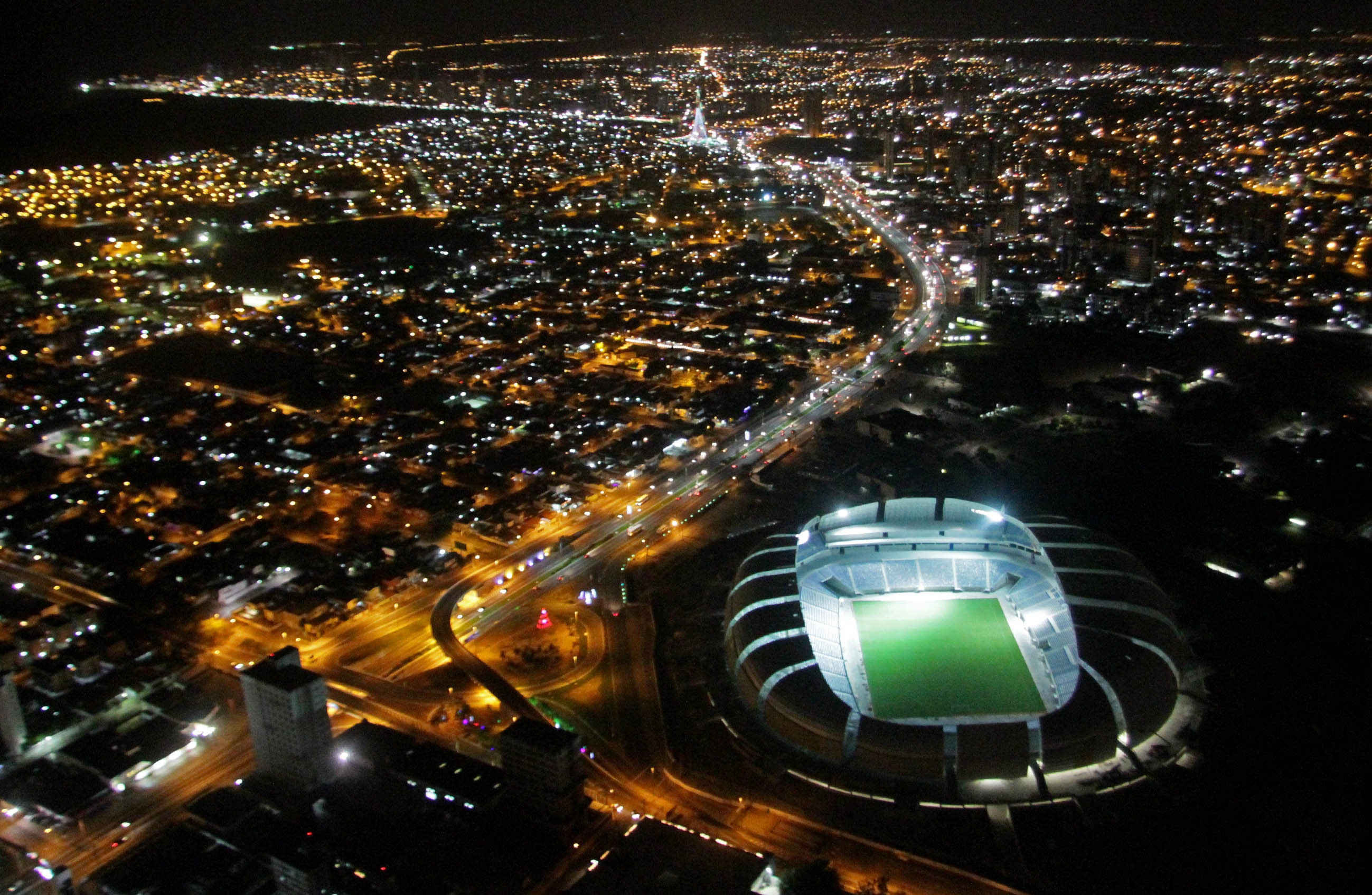

- 27 831: América - Flamengo, Copa de Brasil, 1 de octubre de 2014
- 26 670: ABC - Vasco da Gama, Copa de Brasil, 2 de septiembre de 2014
- 26 587: ABC - Vasco da Gama, Campeonato Brasilero Serie B, 9 de agosto de 2014
- 25 946: Flamengo - Fluminense, Campeonato Brasilero Serie A, 26 de junio de 2016
- 25 013: América - Fluminense, Copa de Brasil, 6 de agosto de 2014
- 22 825: Flamengo - Avaí, Campeonato Brasilero Serie A, 2 de septiembre de 2015
- 18 526: América - Globo, Campeonato Potiguar, 30 de abril de 2014
- 16 552: América - Confiança, Copa del Nordeste, 26 de enero de 2014